# Phil Seymour
Pour les articles homonymes, voir Seymour (patronyme).
Phil Seymour (15 mai 1952 - 17 août 1993) était un chanteur américain de power pop.
Originaire de Tulsa, il y forme au début des années 1970 le Dwight Twiley Band avec Dwight Twiley qu’il a rencontré au cinéma lors d’une séance du film « A Hard Day's Night » des Beatles et Bill Pitcock IV. Il y assure la batterie et une partie des chants.
Après la séparation du Dwight Twiley Band en 1978, il entreprend une carrière solo. Il enregistre deux albums, « Phil Seymour » en 1980 et « 2 » en 1982, tous deux produits par Richard Podolor. Malgré des qualités reconnues, ceux-ci ne connaissent pas le succès commercial escompté. 
Phil Seymour devient alors batteur pour The Textones, le groupe de Carla Olson.
Il meurt prématurément à 41 ans d’un cancer en 1993.

## Discographie
- Phil Seymour, 1980
- 2, 1982
- Precious To Me, 1996, compilation des albums précédents